# Salvador Vega Casillas
Pour les articles homonymes, voir Casillas.
Salvador Vega Casillas (né à Apatzingán, dans l'état du Michoacán) est un homme politique mexicain, ancien Secrétaire à la Fonction publique du Mexique de 2007 à 2011.

## Biographie
Salvador Vega Casillas obtient de l'université du Michoacán (à Morelia son diplôme d'expert-comptable ; il est également titulaire d'une maîtrise en direction et gestion publique de l'Université Charles III de Madrid. Il occupe ensuite les fonctions de responsable marketing du port de Lázaro Cárdenas, et directeur du système d'eau potable et d'assainissement de la même ville.
En 1999, il devient député à la chambre parlementaire de l'état du Michoacán, puis député fédéral de 2003 à 2006. Au sein du parlement, il est secrétaire de plusieurs commissions, dont celle de la fonction publique, et participe à d'autres, comme celle de la Marine et des Transports.
En 2006, il est coordonnateur opérationnel de la campagne présidentielle de Felipe Calderón, puis sous-secrétaire à la Fonction publique, avant de devenir secrétaire à la Fonction publique lorsque l'ancien titulaire, Germán Martínez Cázares, prend la tête du Parti action nationale.

### Fonctions politiques
- Député local de l'État du Michoacán (1999-2003)
- Député fédéral lors de la 59e législature du Parlement mexicain (2003-2006)[2]
- Sous-secrétaire à la Fonction publique (décembre 2006-27 septembre 2007)
- Secrétaire à la Fonction publique (27 septembre 2007-2011)